# 27865 Ludgerfroebel
27865 Ludgerfroebel è un asteroide della fascia principale. Scoperto nel 1995, presenta un'orbita caratterizzata da un semiasse maggiore pari a 2,7321657 UA e da un'eccentricità di 0,1157032, inclinata di 13,21863° rispetto all'eclittica.
L'asteroide è dedicato al tedesco Ludger Froebel, scienziato operante alla DLR.